# Milton de Oliveira
Milton de Oliveira (Rio de Janeiro, 25 de janeiro de 1916 – Rio de Janeiro, 12 de dezembro de 1986) foi um compositor brasileiro. Em 1938, no concurso da prefeitura do Rio de Janeiro, obteve o primeiro lugar com a música Juro, na voz de J. B. de Carvalho. 
Haroldo Lobo foi seu principal parceiro, compondo diversas músicas, entre elas "Vai acabar nosso amor". Foi uma figura bastante notória e alvo de discussão no meio musical entre as décadas de 40 e 50. Foi um dos idealizadores da ideia de fazer “lobby” para ter músicas tocadas nas rádios e lançadas pelas gravadoras, tendo sido compositor de músicas de sucesso como “Pra seu governo”, juntamente com Haroldo Lobo e que foi lançado por Gilberto Milfont, que alcançou o primeiro lugar no concurso do carnaval carioca em 1950.

## Discografia
- (1960) Devagar/Joguei as Flores no Mar
- (1941) Última Lágrima/Desperta, Meu Amor